# Kerekegyháza
Kerekegyháza je město v Maďarsku v župě Bács-Kiskun v okrese Kecskemét. Žije v ní 6437 obyvatel (podle sčítání z roku 2015).

## Poloha
Kerekegyháza leží ve středním Maďarsku, ve Velké dunajské kotlině. Město s župním právem a zároveň okresní město Kecskemét je vzdálený 10 km. Nedaleko se nachází solná jezera patřící do národního parku Kiskunság u vesnice Fülöpháza.

## Historie
První písemná zmínka pochází z roku 1323. Obyvatelstvo se skládá z Maďarů a Němců. Část luk patří do národního parku Kiskunság a v okolí nedalekých solných jezer rostou vzácné rostliny.
Kerekegyháza se stala městem roku 2001.

## Zajímavosti
- kaple z roku 1898
- kalvinistický kostel z roku 1901 a 1911
- novogotický římskokatolický kostel sv. Štěpána Uherského z roku 1913, který je první betonový kostel v Maďarsku (věž je 57 metrů vysoká)
- luteránský kostel z 19. století

## Galerie

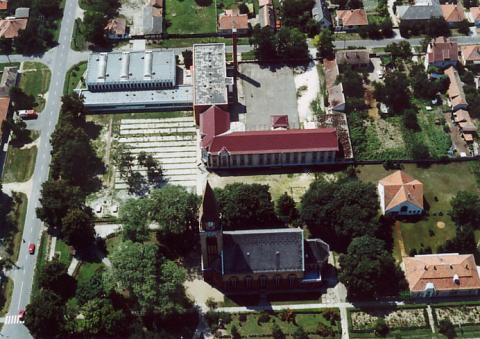
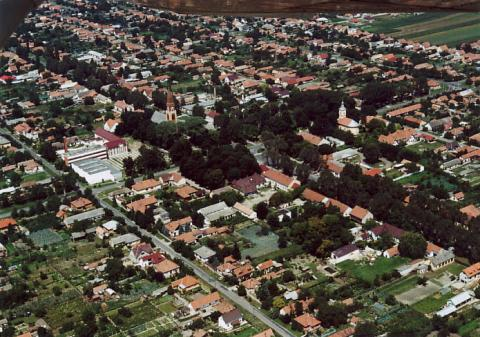